# 安部大就
安部大就（あべ だいしゅう、1938年（昭和13年）6月16日-1998年（平成10年）9月6日）は、日本の造園学者。大阪府立大学教授、関西大学工学部・大阪市立大学工学部等の非常勤講師、日本造園学会会長などを歴任。緑地計画の分野に関し学術上と実用上極めて優れた多くの研究を完成し大いに社会に貢献するとともに、多年に渡り大学教育・研究に邁進し多くの後進を育成する。農学博士（九州大学）。広島県生まれ。

## 経歴と人物
1963年、大阪府立大学農学部園芸学科卒業。1965年、大阪府立大学大学院農学研究科園芸農学専攻修士課程修了。
1965年、大阪府立大学農学部緑地計画工学講座助手。1972年、大阪府立大学農学部講師。1974年10月、緑地計画分野において人間行動からの接近が非常に稀薄であることを指摘され、緑地空間と人間との機能的依存関係を緑地計画に投影させるための計画学的な提案を「スペーズオーガナイゼーションを基調とした緑地計画に関する基礎的研究」としてまとめ、農学博士。この後、緑地計画や風致設計、景観工学分野の研究に多大な貢献をなし、日本造園学会賞（研究論文部門） 受賞。
1981年、日本造園学会評議員。1983年、大阪府立大学農学部助教授。1985年、日本造園学会理事。1987年、大阪府立大学農学部教授。1989年から、日本造園学会常務理事を経て、1995年、日本造園学会会長。
この他、大阪府文化振興ビジョン座会委員、大阪美しい景観づくり推進会議委員、大阪施設緑化賞選考委員、兵庫県都市計画地方審議会委員、堺市都市計画審議会委員、神戸市公園緑地審議会委員、姫路市景観審議会委員、堺市都市景観審議会委員を歴任。他にIFLA （国際造園家協会） の日本代表も引き受け、1990年に国際担当の常務理事に就任し学会の国際交流の発展に尽力。
都市環境の量的側面から質的側面への転換が言及され都市景観が論じられるようになった昭和50年代に、都市景観の質は人間と環境との有機的関連性によって決定されるものであると定義、複雑な側面を持っ都市の景観計画において行動科学的方法論の導入を試み、都市景観の計画理論への展開を図った。この計画理論への展開により今日の都市景観行政に対して多大な貢献をなすとともに人間活動と自然環境との持続的で安定的な調和関係が言及され、各種の保全的な計画技術の確立が論じられるようになる昭和60年代から平成年代の初期までに、景観は地域の自然環境と人間活動が反映した社会環境との係わり合いによって生み出される総体であると定義、ダイナミックに変化する景観問題に対して生態学的な側面から接近した計画技術の開発を試みた。この研究の中では技術革新が急速に進むコンピュータ・グラフィックスを研究ツールとしていち早く導入、常に最先端の研究を追求し続けた。
学外では大阪府の公園行政と農林行政や建築都市行政、文化行政の多岐に渡る方面で学術専門家の立場から貢献し、兵庫県都市計画地方審議会委員、神戸市公園緑地審議会委員、堺市都市計画審議会委員をはじめ、姫路市、川西市、尼崎市、池田市、千早赤阪村などの諸委員会で専門家の立場から社会的に貢献する。

## 表彰
- 1976年度、日本造園学会賞。
- 1997年度、公園緑地北村賞[1]。
- 1998年度、正四位勲三等瑞宝賞。